# Singapur na Zimních olympijských hrách 2018
Singapur se účastnil Zimních olympijských her 2018 v Pchjongčchangu v Jižní Koreji od 9. do 25. února 2018. Pro Singapur se jednalo o vůbec první účast na zimní olympiádě. Svou zemi reprezentovala osmnáctiletá studentka Cheyenne Gohová v short-tracku.

## Počty účastníků podle sportovních odvětví
Počet sportovců startujících v jednotlivých olympijských sportech:
| Sport       | Muži | Ženy | Celkem |
| ----------- | ---- | ---- | ------ |
| Short track | 0    | 1    | 1      |
| Celkem      | 0    | 1    | 1      |

## Výsledky sportovců

### Short track
Ženy
| Závod  | Sportovec       | Rozjížka | Rozjížka | Semifinále   | Semifinále   | Finále       | Finále       | Celkově |
| Závod  | Sportovec       | Čas      | Pořadí   | Čas          | Pořadí       | Čas          | Pořadí       | Celkově |
| ------ | --------------- | -------- | -------- | ------------ | ------------ | ------------ | ------------ | ------- |
| 1500 m | Cheyenne Gohová | 2:36,971 | 5.*      | Nepostoupila | Nepostoupila | Nepostoupila | Nepostoupila | 28.     |